# 加古基氏
加古 基氏（かこ もとうじ、生没年不詳）は、鎌倉時代末期から室町時代早期にかけての武士。加古六郎と称す。

## 生涯
足利氏の第4代当主・足利泰氏の子で、下野足利荘加古（加子）郷を領したため加古氏を称した。息に信氏、兼氏等。娘は足利尊氏の側室となり、庶長子・足利竹若丸を産んだ。